# Bruys
Bruys – miejscowość i gmina we Francji, w regionie Hauts-de-France, w departamencie Aisne.
Według danych na styczeń 2014 roku gminę zamieszkiwało 21 osób, a gęstość zaludnienia wynosiła 4 osoby/km².